# Modern Day City Symphony
Modern Day City Symphony är den svenska rapgruppen Looptroops debutalbum, utgivet år 2000. Det blev som bäst 43:a på den svenska albumlistan. Skivan rankades av Sonic Magazine i juni 2013 som det 41:a bästa svenska albumet någonsin.

## Låtlista
1. "Intro" (ft. DJ Noise) - 1:23
2. "Zombies" - 5:14
3. "Ambush in the Night" - 4:33
4. "Adrenaline Rush" - 3:30
5. "Long Arm of the Law" - 5:19
6. "Fever" (ft. Freestyle) - 5:02
7. "Focus" (ft. Freestyle) - 4:04
8. "Business & Pleasure" - 3:34
9. "Hated by Everyone" - 4:07
10. "Heed This Warning" (ft. Freestyle) - 3:47
11. "In the Place to Be" (ft. Kekke Kulcha) - 4:49
12. "Thief" - 5:18
13. "Reclaim the City" (ft. Timbuktu) - 4:15
14. "Interlude" - 0:56
15. "A Modern Day City Symphony" - 4:26

### Listplaceringar
| Lista (2000) | Topplacering |
| ------------ | ------------ |
| Sverige      | 43 .         |

### Fotnoter
1. ↑  Sonic #69, sommaren 2013
2. ↑  Listplacering